# Plaça de Catalunya (Molins de Rei)
La Plaça de Catalunya és la plaça més antiga de Molins de Rei. Històricament s'anomenava simplement “la Plaça” i amb aquest nom apareix en el cadastre de 1732. L'any 1854, la plaça s'anomena Plaça de la Constitució i no tenia les dimensions actuals: era més reduïda i ocupava l'espai existent entre la façana de l'Ajuntament i unes cases, actualment enderrocades, situades enfront seu.
L'any 1887 es redactà el projecte d'eixamplament de la plaça, que es va executar l'any 1895. S'enderrocà l'illa de cases central i d'aquesta manera adquirí la seva fisonomia actual pel que fa a les dimensions. En la dècada dels anys 20 se li donà el nom de Plaça de Catalunya.
En aquesta plaça hi ha la Casa Consistorial des del segle xix i l'edifici de Ca n'Ametller. La nissaga dels Ametller ja consta documentada a Molins de Rei des del segle xv. L'edifici actual té els seus antecedents pels volts del segle xvii. Ha patit diverses remodelacions, les més significatives de les quals són les del segle xix, quan el casal s'amplià i s'enriquí amb connotacions senyorials al gust modernista de l'època, i la del segle xx, quan passa a ser propietat municipal. Hi destaca l'esgrafiat de la façana i la simetria de l'ordre compositiu de les finestres i balcons.